# Senna Comasco
Senna Comasco es una localidad y comune italiana de la provincia de Como, región de Lombardía, con 3150 habitantes.

## Evolución demográfica
| Gráfica de evolución demográfica de Senna Comasco entre 1861 y 2001 |
|                                                                     |
| Fuente ISTAT - elaboración gráfica de Wikipedia                     |